# 삼막 나들목
삼막 나들목(三幕-, Sammak IC)은 경기도 안양시 만안구 석수1동에 설치된 제2경인고속도로의 15번 교차로이다. 인근에 경인교육대학교, 삼막사, 삼성산이 있다. 나들목 진출 시 삼막로와 직결되며, 호암로를 통해 서울특별시 금천구 시흥2동 및 관악구 삼성동 방면으로도 진출이 가능하다.

## 연혁
- 1997년 8월 9일 : 나들목 연결로 건설을 위해 경기도 안양시 만안구 석수1동 1.023km 구간 도로구역 변경[1]
- 2001년 10월 18일 : 제2경인고속도로 석수 ~ 삼막골 구간 개통에 따라 영업 개시[2]
- 2010년 3월 19일 : 제2경인연결(안양 ~ 성남간) 고속도로 신설을 위해 안양시 도시계획시설 교통광장 면적 변경[3]
- 2017년 9월 27일 : 제2경인고속도로 안양 ~ 성남 구간 개통과 함께 입체 교차로로 변경[4]
- 2022년 12월 29일: 제2경인고속도로 화재 폭발 사고가 발생하여 석수 나들목 ~ 여수대로 나들목 구간 운행 중단.
- 2023년 1월 3일: 석수 나들목 ~ 삼막 나들목 운행 재개
- 2023년 4월 16일: 삼막 나들목 ~ 북의왕 나들목 구간 운행재개

## 구조물 정보
2001년 개통 당시 평면 교차로 형태의 삼막사거리로 다른 도로와 접속되는 형태였으며, 2017년 9월 27일 제2경인고속도로 안양 ~ 성남 구간이 개통되면서 Y자형 입체 교차로로 변경되었다. 기존 삼막사거리로 이어지던 구간은 나들목 진출입로로 이용되고 있다.
- 위치: 경기도 안양시 만안구 석수1동

## 접속하는 도로
- 삼막로
- 호암로

## 사진

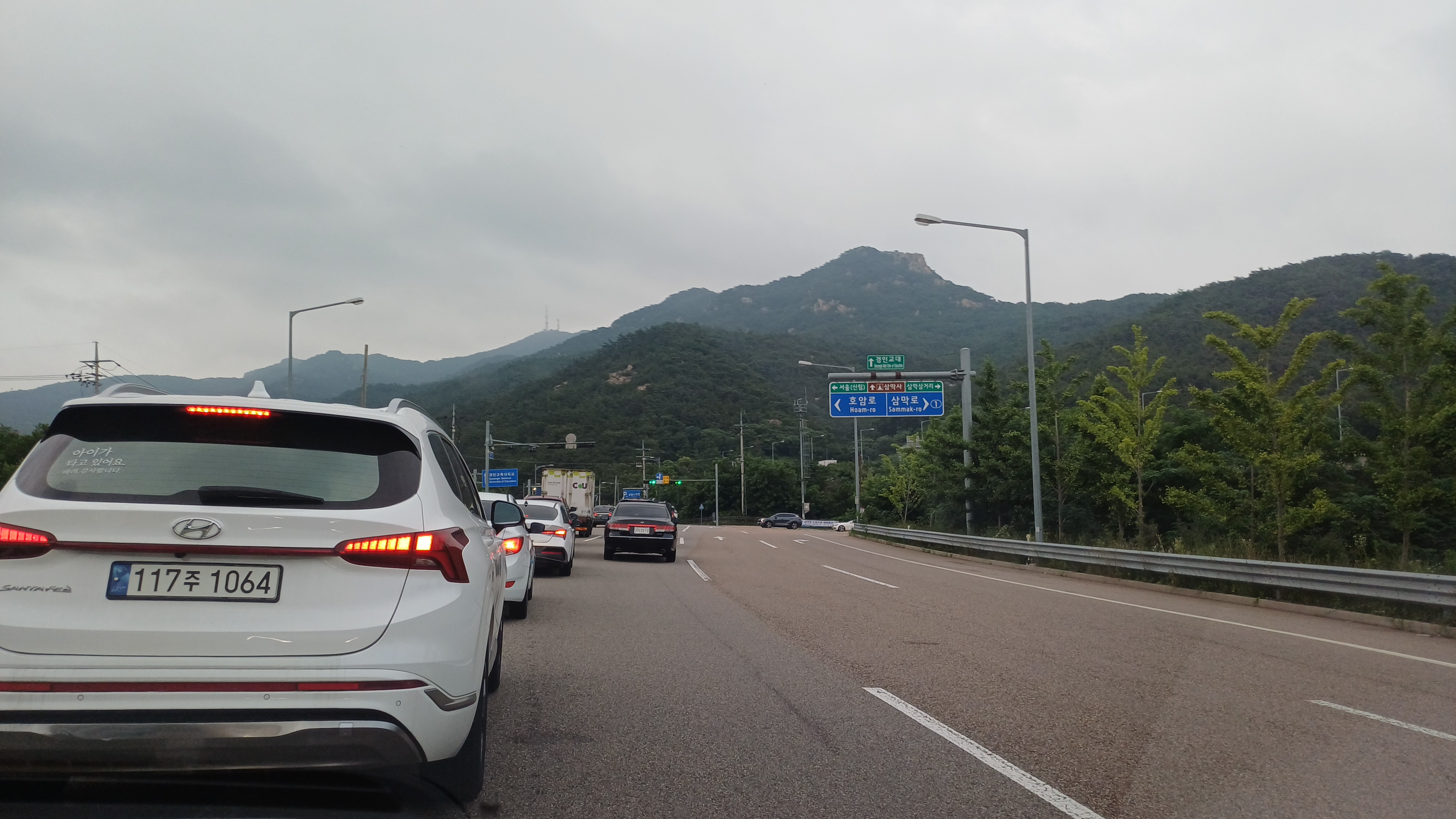
호암로, 삼막로 교차